# Neillia
Neillia és un gènere amb 16 espècies de plantes pertanyent a la família de les rosàcies.

## Taxonomia
Neillia va ser descrita per David Don i publicat a Prodromus Florae Nepalensis 228–229, l'any 1825. L'espècie tipus és: Neillia thyrsiflora D. Don.
- Neillia affinis
- Neillia breviracemosa
- Neillia densiflora
- Neillia fugongensis
- Neillia gracilis
- Neillia grandiflora
- Neillia incisa
- Neillia jinggangshanensis
- Neillia ribesioides
- Neillia rubiflora
- Neillia serratisepala
- Neillia sinensis
- Neillia sparsiflora
- Neillia thibetica
- Neillia thyrsiflora
- Neillia uekii